# Ryu Seung-ryong
Ryu Seung-ryong (Condado de Socheon; 29 de noviembre de 1970) es un actor coreano de cine, teatro y televisión. Ryu empezó su carrera de actuación en teatro, posteriormente convirtiéndose en uno de los actores de reparto más versátiles del cine y la televisión surcoreana. En 2013, protagonizó la película Miracle in Cell No. 7, la cual se convirtió con el tiempo en la tercera película surcoreana más taquillera de todos los tiempos.

## Biografía
Ryu se graduó con un grado de Teatro del Seoul Institute of the Arts.
Además, enseña en la Seoul Art College's School of Acting Arts como un profesor adjunto.

## Carrera
Ryu Seung-ryong hizo su debut como actor a la edad de 15 años en el escenario de un musical. Después de debutar en pantalla con Someone Special (Aneun yeoja) (2004), se convirtió en uno de los más versátiles y confiables actores en Corea del sur. Muestra de los diferentes roles que ha interpretado a lo largo de los años son: un padre con discapacidad mental en la conmovedora cinta Milagro en la celda 7, el del asesor real Heo Gyun en Masquerade, como un policía del Ejército del Pueblo de Corea del Norte en The Front Line, un altivo general de la Dinastía Qing en War of the Arrows, un marido jugador que teme a su esposa en The Quiz Show Scandal, un refinado hombre gay en Personal Taste, un vengativo gánster en Secret, un reportero sobre la pista de una historia en The Recipe, y al protagonista de la versión coreana del El flautista de Hamelín, titulada The Piper.
En noviembre de 2015 se estrenó su película Do ri hwa go, en la que actuó junto a Su-ji.
En 2019 protagonizó la comedia Extreme Job con el papel del capitán Go, jefe de una escuadra antinarcóticos que para vigilar a una banda de traficantes acaba gestionando con gran éxito un restaurante de pollo frito. La película, la comedia más taquillera de la historia del país, sirvió para relanzar la carrera cinematográfica de Ryu tras algunos fracasos precedentes.
En mayo de 2019 se anunció su participación como protagonista junto a Oh Na-ra en la comedia Not My Lips (título provisional), cuyo estreno fue pospuesto, con el papel de un escritor en crisis que se prepara para su próximo libro.
Entre 2019 y 2020 interpretó el papel del villano Jo Hak-jo en la serie de Netflix Kingdom.
En febrero de 2020 terminó el rodaje de la película musical Life is Beautiful, cuyo estreno fue pospuesto indefinidamente debido a la epidemia de COVID-19. En ella Ryu interpreta el personaje de Kang Jin-bong, un hombre que ayuda a su mujer a encontrar a su primer amor.
En marzo de 2020 se anunció que se había unido al elenco principal de la película Bi Gwang.
En febrero de 2021 se anunció que se había unido al elenco de la película Jung Family Cattle Ranch (también conocida como "Jung's Ranch") donde dará vida a Man-soo.

## Filmografía

### Cine
| Año  | Título                        | Papel                       | Notas                                                | Ref.          |
| ---- | ----------------------------- | --------------------------- | ---------------------------------------------------- | ------------- |
| 2004 | Someone Special               |                             |                                                      |               |
| 2004 | 1.3.6                         | Arador                      | Cortometraje (también llamado Has the Shower Ended?) |               |
| 2005 | Murder, Take One              | Sung-joon                   |                                                      |               |
| 2005 | Good Girl                     |                             | Cortometraje                                         |               |
| 2006 | If You Were Me 2              | Kim Joo-joong               | Cortometraje (también llamado Someone Grateful)      |               |
| 2006 | Righteous Ties                | Jung Soon-tan               |                                                      |               |
| 2006 | Cruel Winter Blues            | Lee Min-jae                 |                                                      |               |
| 2007 | Beyond the Years              | Yong-taek                   |                                                      |               |
| 2007 | Hwang Jin-yi                  | Hee-yeol                    |                                                      |               |
| 2007 | Eleventh Mom                  | Padre de Jae-soo            |                                                      |               |
| 2007 | My Love                       | Jeong-seok                  |                                                      |               |
| 2009 | My Girlfriend Is an Agent     | Won-seok                    |                                                      |               |
| 2009 | Possessed                     | Detective Tae-hwan          |                                                      |               |
| 2009 | Good Morning President        | Emisario norcoreano (cameo) |                                                      |               |
| 2009 | Secret                        | "Jackal"                    |                                                      |               |
| 2010 | Bestseller                    | Park Young-joon             |                                                      |               |
| 2010 | Loving You Today              |                             | Cortometraje                                         |               |
| 2010 | Blades of Blood               | Noble Jung                  |                                                      |               |
| 2010 | The Quiz Show Scandal         | Kim Sang-do                 |                                                      |               |
| 2010 | The Recipe                    | Choi Yoo-jin                |                                                      |               |
| 2011 | Battlefield Heroes            | Yeon Nam-geon               |                                                      |               |
| 2011 | Children...                   | Hwang Woo-hyuk              |                                                      |               |
| 2011 | Earth Rep Rolling Stars       | Big (voz)                   | Película animada                                     |               |
| 2011 | The Front Line                | Hyeon Jeong-yoon            |                                                      |               |
| 2011 | War of the Arrows             | Jyuushinta                  |                                                      |               |
| 2012 | All About My Wife             | Jang Sung-ki                |                                                      | [ 14 ]        |
| 2012 | Masquerade                    | Heo Gyun                    |                                                      |               |
| 2012 | Rise of the Guardians         | Santa Claus (voz)           | Película animada (doblaje coreano)                   | [ 15 ]        |
| 2013 | Milagro en la celda 7         | Lee Yong-gu                 |                                                      | [ 16 ]        |
| 2014 | Space Pirate Captain Harlock  | Captain Harlock (voz)       | Película animada (doblaje coreano)                   |               |
| 2014 | Río 2                         | Nigel (voz)                 | Película animada (doblaje coreano)                   |               |
| 2014 | The Target                    | Baek Yeo-hoon               |                                                      |               |
| 2014 | The Admiral: Roaring Currents | Kurushima Michifusa         |                                                      |               |
| 2015 | Five Senses of Love           |                             |                                                      |               |
| 2015 | The Piper                     | Woo-ryong                   |                                                      |               |
| 2015 | The Sound of a Flower         | Shin Jae-hyo                |                                                      |               |
| 2016 | Seoul Station                 | Padre (voz)                 | Película animada                                     |               |
| 2018 | Psychokinesis                 | Suk-hun                     |                                                      |               |
| 2018 | Seven Years of Night          | Hyun-soo                    |                                                      |               |
| 2019 | Extreme Job                   | Capitán Go                  |                                                      | [ 8 ]         |
| 2020 | Life is Beautiful             | Kang Jin-bong               |                                                      | [ 11 ]        |
| 2021 | The Book of Fish              | Jeong Yak-yong              | Cameo                                                | [ 17 ] [ 18 ] |
|      | The Fifth Column              | Hyun Joo-hee                |                                                      | [ 19 ]        |
|      | Bi Gwang                      |                             |                                                      | [ 20 ]        |
|      | Not My Lips                   |                             |                                                      | [ 9 ]         |
|      | Jung Family Cattle Ranch      | Man-soo                     |                                                      |               |

### Televisión
| Año     | Título                  | Papel                           | Canal        | Notas                    | Ref.          |
| ------- | ----------------------- | ------------------------------- | ------------ | ------------------------ | ------------- |
| 1998    | Shadows of an Old Love  | Sinawe                          | SBS          |                          |               |
| 2000    | Foolish Love            |                                 | KBS2         |                          |               |
| 2005    | Diamond Tears           |                                 | SBS          |                          |               |
| 2007    | Chosun Police: Season 1 | Kang Seung-jo                   | MBC Dramanet |                          |               |
| 2008    | Mystery X-Files         |                                 | MBC Dramanet |                          |               |
| 2008    | U-Turn                  | Yong                            | OCN          |                          |               |
| 2008    | Painter of the Wind     | Kim Jo-nyeon                    | SBS          |                          |               |
| 2009    | IRIS                    | Jefe de los mercenarios de IRIS | KBS2         |                          |               |
| 2010    | Personal Taste          | Choi Do-bin                     | MBC          |                          |               |
| 2014    | My Love from the Star   | Heo Gyun                        | SBS          | Serie web, cameo, ep. 19 |               |
| 2019-20 | Kingdom                 | Jo Hak-jo                       | Netflix      |                          |               |
| 2021    | Jirisan                 | Narrador                        | tvN          |                          |               |
| 2023    | Moving                  | Jang Joo-won                    | Disney+      | Serie web                | [ 21 ] [ 22 ] |
| 2023    | La buena mala madre     | Sastre                          | JTBC         | Aparición especial       | [ 23 ]        |
| 2024    | Nugget de pollo         | Choi Sun-man                    | Netflix      | Serie web                | [ 24 ]        |
| 2025    | Submundo                | Oh Gwan-seok                    | Disney+      | Serie web                | [ 25 ] [ 26 ] |

### Programas de variedades
| Año  | Programa    | Notas               |
| ---- | ----------- | ------------------- |
| 2019 | Running Man | Ep. #435 (invitado) |

### Teatro
| Año  | Título              | Personaje     |
| ---- | ------------------- | ------------- |
|      | Jang Bogo           | Jang Bogo     |
|      | Death of a Salesman | Willy Loman   |
| 2007 | Clumsy People       | Jang Deok-bae |

## Premios y nominaciones
| Año  | Premio                                       | Categoría                                            | Papel                             | Resultado | Ref.          |
| ---- | -------------------------------------------- | ---------------------------------------------------- | --------------------------------- | --------- | ------------- |
| 2007 | 6th Korean Film Awards                       | mejor actor nuevo                                    | Hwang Jin-yi                      | Nominado  |               |
| 2008 | SBS Drama Awards                             | mejor actor de reparto en drama especial             | Pintor del Viento                 | Nominado  |               |
| 2010 | 7th Max Movie Awards                         | mejor actor de reparto                               | Secreto                           | Nominado  |               |
| 2010 | 31st Blue Dragon Film Awards                 | mejor actor de reparto                               | Secreto                           | Nominado  |               |
| 2011 | 20th Buil Film Awards                        | mejor actor de reparto                               | Guerra de las Flechas             | Nominado  |               |
| 2011 | 32nd Blue Dragon Film Awards                 | mejor actor de reparto                               | Guerra de las Flechas             | Ganador   |               |
| 2011 | 19th Korean Culture and Entertainment Awards | Premio de Excelencia superior, Actor en una Película | Guerra de las Flechas             | Ganador   |               |
| 2012 | Seoul Art College                            | Premio de Arte del SAC                               | N/Un                              | Ganador   |               |
| 2012 | 21st Buil Film Awards                        | mejor actor de reparto                               | Todo Sobre Mi Mujer               | Nominado  |               |
| 2012 | 49th Grand Bell Awards                       | mejor actor de reparto                               | Masquerade                        | Ganador   |               |
| 2012 | 49th Grand Bell Awards                       | mejor actor de reparto                               | Todo Sobre Mi Mujer               | Nominado  |               |
| 2012 | 33rd Blue Dragon Film Awards                 | mejor actor de reparto                               | Todo Sobre Mi Mujer               | Ganador   |               |
| 2013 | 4th KOFRA Film Awards                        | mejor actor de reparto                               | Todo Sobre Mi Mujer               | Ganador   |               |
| 2013 | 49th Baeksang Arts Awards                    | mejor actor de reparto (Película)                    | Todo Sobre Mi Mujer               | Nominado  |               |
| 2013 | 49th Baeksang Arts Awards                    | mejor actor (Película)                               | Milagro en la celda 7             | Nominado  |               |
| 2013 | 49th Baeksang Arts Awards                    | Premio magnífico (Película)                          | Milagro en la celda 7             | Ganador   | [ 31 ] [ 32 ] |
| 2013 | 7th Mnet 20's Choice Awards                  | 20 Estrella de Película - Masculino                  | Milagro en la celda 7             | Ganador   | [ 33 ]        |
| 2013 | 22nd Buil Film Awards                        | mejor actor de reparto                               | Masquerade                        | Ganador   |               |
| 2013 | 50th Grand Bell Awards                       | mejor actor                                          | Milagro en la celda 7             | Ganador   |               |
| 2013 | 34th Blue Dragon Film Awards                 | mejor actor                                          | Milagro en la celda 7             | Nominado  |               |
| 2013 | 21st Korean Culture and Entertainment Awards | Premio magnífico (Película)                          | Milagro en la celda 7             | Ganador   |               |
| 2014 | 9th Max Movie Awards                         | mejor actor                                          | Milagro en la celda 7             | Nominado  |               |
| 2015 | 10th Max Movie Awards                        | mejor actor de reparto                               | El Almirante: Rugiendo Corrientes | Nominado  |               |
| 2019 | 40th Blue Dragon Film Awards                 | mejor actor                                          | Extreme Job                       | Nominado  | [ 32 ]        |
| 2019 | 55th Baeksang Arts Awards                    | mejor actor (películas)                              | Extreme Job                       | Nominado  |               |
| 2019 | 24th Chunsa Film Art Awards                  | mejor actor                                          | Extreme Job                       | Nominado  |               |
| 2019 | 28th Buil Film Awards                        | premio Estrella popular                              | Extreme Job                       | Nominado  |               |
| 2019 | 8th Korea Best Star Award                    | mejor actor                                          | Extreme Job                       | Ganador   |               |
| 2019 | 19th Director's Cut Awards                   | mejor actor                                          | Extreme Job                       | Nominado  |               |